# 西安都市圈环线高速公路
西安都市圈环线高速公路，中国国家高速公路网编号为G9908，部分路段原为陕西省级高速西安大环高速公路，原编号为S03，起点位于蓝田县，途径西安市鄠邑区、周至县、武功县、乾县、富平县、渭南市，终点回到蓝田县，构成环线。